# Distretto di Alytus
Il distretto di Alytus (in lingua lituana: Alytaus seniūnija) è uno degli undici distretti che compongono il comune distrettuale di Alytus, situato nella Lituania meridionale. Nel distretto sono presenti 50 centri abitati (kaimų) e una cascina (viensėdis). Il suo capoluogo è Miklusėnai.

## Centri abitati
| Nome          | Abitanti |
| ------------- | -------- |
| Aniškis       | 38       |
| Arminai I     | 3        |
| Arminai II    | 0        |
| Bakšiai       | 37       |
| Bernotiškės   | 2        |
| Bundoriai     | 18       |
| Butkūnai      | 32       |
| Butrimiškiai  | 127      |
| Daugirdėliai  | 33       |
| Daujotiškės   | 0        |
| Dubėnai       | 19       |
| Dubenka       | 7        |
| Dubiai        | 47       |
| Geniai        | 335      |
| Jasunskai     | 49       |
| Jovaišonys    | 73       |
| Junonys       | 12       |
| Jurgiškiai    | 79       |
| Kaniūkai      | 87       |
| Karklynai     | 44       |
| Kelmanonys    | 13       |
| Kibirkščiai   | 13       |
| Kriauniai     | 53       |
| Likiškėliai   | 178      |
| Likiškiai     | 77       |
| Luksnėnai     | 614      |
| Margarava     | 27       |
| Miklusėnai    | 1 320    |
| Mikutiškiai   | 25       |
| Naujokai      | 2        |
| Navickai      | 63       |
| Norūnai       | 49       |
| Padaglė       | 4        |
| Panemuninkai  | 154      |
| Paplanskai    | 6        |
| Praniūnai     | 223      |
| Radžiūnai     | 307      |
| Raudonikiai   | 27       |
| Revai         | 33       |
| Rumbonys      | 23       |
| Rutka         | 13       |
| Strazdinė     | 0        |
| Stražiškės    | 0        |
| Šnekučiai     | 0        |
| Talokiai      | 193      |
| Taukotiškės   | 16       |
| Užubaliai     | 113      |
| Vytautiškės   | 4        |
| Volungės      | 48       |
| Zaidai        | 5        |
| Žaunieriškiai | 147      |